# Callidora analis
Callidora analis är en stekelart som först beskrevs av Johann Ludwig Christian Gravenhorst 1829.  Callidora analis ingår i släktet Callidora och familjen brokparasitsteklar. Inga underarter finns listade.